# الخنق (ردمان)

تعديل مصدري - تعديل

الخنق هي إحدى قرى عزلة الاغوال السفلى بمديرية ردمان التابعة لمحافظة البيضاء، بلغ تعداد سكانها 242 نسمة حسب تعداد اليمن لعام 2004.